# Закуто, Моисей
Моисей Закуто (ивр. רמ״ז‎; род. около 1625 г. в Амстердаме, ум. в Мантуе в 1697 году) — голландский раввин португальского происхождения, поэт, каббалист и общественный деятель. Был одноклассником Спинозы. Автор первой в истории еврейской литературы драмы — «Jesod Olam» (ивр. -   יסד עולם "Основание мира") (Ливорно, 1874; перепечатка Берлин, 1874). Имел собственную школу по теоретической каббале в Венеции и Мантуе.

## Биография
Воспитывался совместно со Спинозой в образцовой школе «Midrasch Ez ha-Chajim» под руководством Мортейры, смерти которого он впоследствии посвятил обширную элегию. С ранних лет проявлял интерес к мистике и каббале, которую называл «истинной мудростью». Для более глубокого изучения последней поехал в Познань, оттуда в Верону, планируя — по сообщению Азулаи — совершить паломничество в Палестину. Свое намерение Закуто не осуществил и остался в Венеции, где прожил, за незначительным промежутком времени, проведённым в Падуе, 28 лет (1645—1672).
Под руководством каббалиста Вениамина Галеви из Сафета (Benjamin ha-Levi) Закуто ревностно отдался изучению лурианской каббалы и вскоре сам открыл в Венеции школу по теоретической каббале (практической он не занимался). Его сохранившиеся письма к любимым ученикам Вениамину Когену (Benjamin ha-Kohen) из Алессандрии и Аврааму Ревичу из Модены проникнуты нежной и трогательной любовью.
Когда весть о саббатианском движении дошла до Венеции, мистически настроенный Закуто, веруя в мессианство Саббатая Цеви, составил в его честь молитву.
В 1673 г. Закуто — при содействии своего ученика Вениамина Когена — занял пост раввина в Мантуе, куда он перевёл также свою каббалистическую школу. Принимал видное участие в общественных делах местной еврейской общины, и по его инициативе был основан ряд благотворительных и просветительных учреждений. В 1676 году Закуто, созвав представителей всех еврейских общин герцогства, заявил, что во избежание усилившихся в этих общинах раздоров из-за торговых и судебных недоразумений необходимо немедленно выработать твёрдо установленные правила автономного суда, которые члены общины обязаны строго соблюдать в торговых делах, при заключении контрактов и выдаче векселей. Под руководством Закуто эти правила были выработаны представителями общин и утверждены герцогом Карлом Мантуанским; изданные отдельной брошюрой «Schudda de-Dainei» (1678), перепечатанной А. Каганом в «Hagoren» (III), правила представляют значительный исторический интерес.

## Творчество
Литературная деятельность Закуто весьма разнообразна. Ещё в Амстердаме молодой Закуто написал первую в истории еврейской литературы драму, «Jesod Olam»  (ивр. -   יסד עולם "Основание мира") (опубликована А. Берлинером в 1874 г.), с центральной фигурой патриарха Авраама, бесстрашно разрушающего идолы своего отца. Своим современникам, избежавшим испанской инквизиции, Закуто показал в лице Авраама самоотверженного борца, готового жертвовать жизнью во имя торжества своей веры. По мнению авторов ЕЭБЕ, драма написана гладкими, но лишёнными поэтической красоты стихами; только в некоторых монологах Авраама чувствуется искренний подъём и пафос, проникнутый горячей верой.
Более значительна в поэтическом отношении его поэма «Tofte Aruch» (Венеция, 1715; новое издание 1880), в которой Закуто в национально-еврейском духе описывает препровождение грешника в ад.
Закуто оставил также ряд мистически окрашённых литургических песен, часть которых издана в 1712 году Моисеем Оттоленги под заглавием «En Kol Chadasch».
Из прозаических произведений Закуто опубликованы:
- «Igroth Remaz» (письма Закуто, 1780; в конце книги помещено стихотворение в тысячу слов, из которых каждое начинается буквой алеф);
- «Deruschim» (проповеди, 1785);
- «Jodei Binah» (примечания к некоторым местам Зогара, переизданные Закуто в 1663);
- «Kol Haremez» (комментарий к Мишне, 1719);
- коллекция респонсов, 1760.

Состоя в Венеции корректором в течение ряда лет, Закуто снабжал большинство корректируемых им книг стихотворениями или предисловиями.
Из рукописей Закуто неизданными к началу XX века оставались:
- «Комментарий к иерусалимскому Талмуду»
- произведения по гомилетике и каббале:
  - «Mikdasch Adonai» (комментарии к Зогару);
  - «Schorsche ha-Schemoth» (каббалистический словарь) и др.